# Minamata (film)
Minamata je britsko-americký dramatický film z roku 2020 natočený režisérem Andrewem Levitasem podle stejnojmenné knihy Aileen Mioko Smithové a Williema Eugenea Smitha. Hlavní roli, amerického fotografa Williema Eugenea Smithe, který zdokumentoval následky otravy rtutí na obyvatele města Minamata hraje Johnny Depp. Film měl premiéru na Mezinárodním filmovém festivalu Berlinale 21. února 2020. Ve Spojených státech byl uveden 11. února 2022 společností Samuel Goldwyn Films. Na 94. ročníku udílení Oscarů v roce 2022 se film umístil na třetím místě v soutěži Oblíbený film fanoušků.

## Děj
V roce 1971 se americký fotograf W. Eugene Smith, který proslul četnými „fotografickými eseji“ publikovanými v časopise Life, stává samotářem. Při jednom z úkolů jej vášnivá japonská překladatelka Aileen vybídne, aby navštívil Minamatskou oblast a zdokumentoval zvláštní nemoc, která se zde vyskytuje. Smith se nakonec nechá přesvědčit, aby udělal vše pro odhalení ničivých důsledků chamtivosti korporací, spoluviníka místní policie a vlády.
Smith se vydává do japonské Minamaty, aby zdokumentoval ničivé účinky otravy rtutí a minamatské nemoci v pobřežních komunitách. Tato nemoc je způsobena průmyslovým znečištěním souvisejícím s činností chemické společnosti Chisso. Vyzbrojen pouze svým fotoaparátem Minolta proti mocné společnosti musí Smith získat důvěru rozvrácené komunity a najít snímky, které tento příběh přinesou světu. Při tom se Smith stává obětí tvrdé odvety. Je proto urychleně repatriován do Spojených států. Díky této reportáži se však stane ikonou fotožurnalistiky.

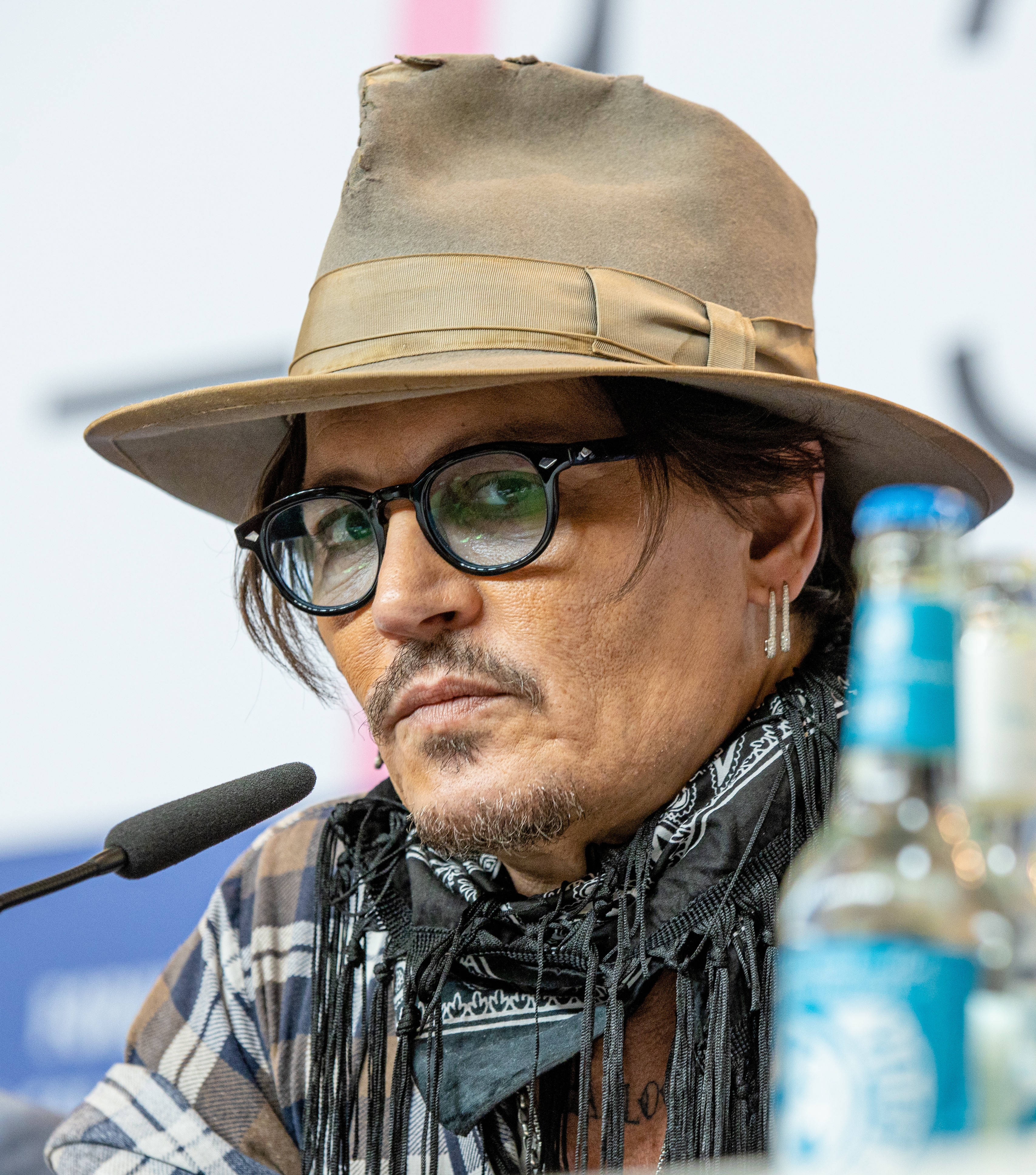
Hlavní roli ve filmu (William Eugene Smith) ztvárnil Johnny Depp

## Obsazení
| Johnny Depp       | William Eugene Smith |
| Akiko Iwase       | Masako Matsumura     |
| Katherine Jenkins | Millie               |
| Bill Nighy        | Robert Hayes         |
| Minami            | Aileen Mioko Smith   |
| Tadanobu Asano    | Tatsuo Matsumura     |
| Ryo Kase          | Kjóši                |
| Hiroyuki Sanada   | Mitsuo Yamazaki      |
| Jun Kunimura      | Junichi Nojima       |
| Yosuke Hosoi      | Daiki                |
| Lily Robinson     | Diandra              |
| Masayoshi Haneda  | Enforcer             |
| Tatsuya Hirano    | Bodyguard            |

## Produkce
Dne 23. října 2018 bylo oznámeno, že Johnny Depp bude hrát v dramatickém filmu roli fotoreportéra Eugena Smithe a film napíše a zrežíruje Andrew Levitas. Původně měl za roli dostat 6 milionů dolarů, ale Depp se dohodl na snížení honoráře na 3 miliony dolarů, aby se film vešel do rozpočtu.
Natáčení začalo v lednu 2019 a jako další herci byli oznámeni Bill Nighy, Minami Hinase, Hiroyuki Sanada, Tadanobu Asano, Ryo Kase a Jun Kunimura. Natáčení probíhalo v Japonsku, Srbsku a Černé Hoře.
Ke složení hudby k filmu byl najat japonský skladatel Rjúči Sakamoto.

## Vydání

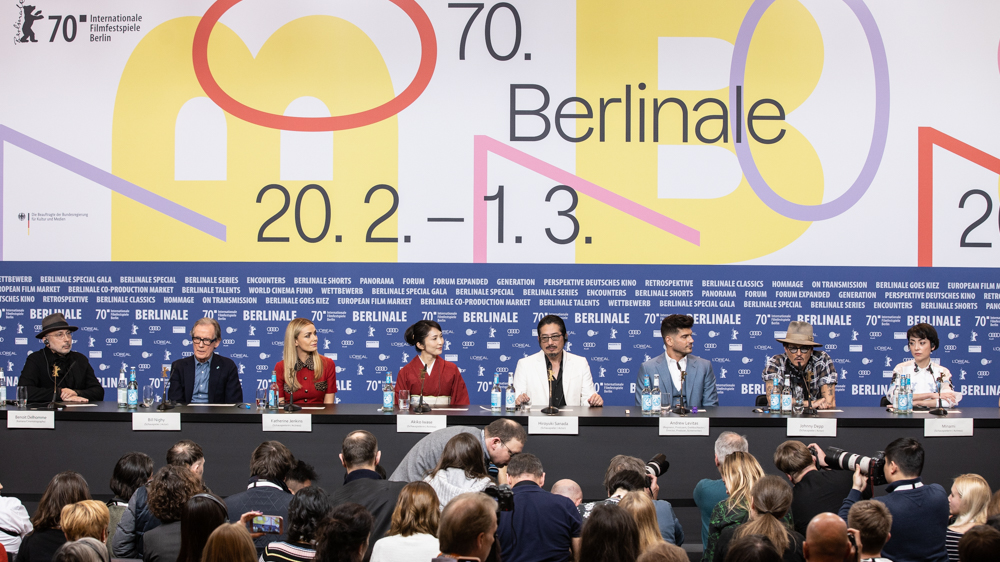
Tisková konference k filmu na festivalu Berlinale

Světová premiéra filmu Minamata proběhla 21. února 2020 na Mezinárodním filmovém festivalu v Berlíně. V říjnu 2020 získala společnost MGM prostřednictvím své obnovené společnosti American International Pictures americká a Vertigo Releasing britská distribuční práva na film. Jeho uvedení do kin bylo naplánováno na 5. února 2021 v USA a 12. února 2021 ve Velké Británii, ale bylo odloženo na blíže neurčené datum, později na 13. srpna.
Dne 26. července 2021 zaslala společnost Levitas společnosti MGM dopis, v němž tvrdila, že se rozhodla film „pohřbít“ v reakci na pokles Deppovy image u veřejnosti, a naléhala na MGM, aby filmu poskytla širší distribuci a propagaci. Mluvčí MGM pro Deadline uvedl: „Minamata nadále zůstává mezi budoucími tituly AIP a v tuto chvíli je datum uvedení filmu do kin v USA neznámé“. Dne 1. prosince 2021 společnosti Iervolino & Lady Bacardi Entertainment a Samuel Goldwyn Films oznámily, že od MGM získaly práva na americkou distribuci filmu a plánují jej uvést do kin 15. prosince. Uvedení filmu bylo později posunuto na 11. února 2022.
Město Minamata ve prefektuře Kumamoto odmítlo propůjčit své jméno jako podporovatel místního promítání, které se konalo v srpnu 2021 a bylo organizováno dobrovolníky před celostátním uvedením filmu v Japonsku v září 2021. Město sdělilo listu The Asahi Shimbun, že si není jisté, zda film zobrazuje historické události přesně a zda přispívá k rozptýlení diskriminace a předsudků vůči pacientům. Prefektura Kumamoto naopak promítání podpořila.

## Soundtrack
Hudbu k filmu složil japonský skladatel Rjúči Sakamoto. Režisér filmu Minamata Andrew Levitas řekl: „Rjúči byl mým vysněným spolupracovníkem - byl by jím u jakéhokoli filmu - ale konkrétně u této mise nemohl být nikdo jiný...Hudba musela doslova reprezentovat jak to nejlepší z lidstva, tak i to nejhorší...Podle mého názoru se Ryuichi dokázal elegantně svézt na této břitvě a zcela naplnit tento koncept“.
Soundtrack vyšel na vinylu 30. července 2021.
1. Minamata Piano Theme – 2:50
2. Into Japan – 2:59
3. Landscape – 4:18
4. The Boy" – 1:10
5. Chisso Co. – 2:08
6. Boy and Camera – 1:35
7. Hidden Data – 1:13
8. Blow Up – 1:52
9. Rally and Persuasion – 1:46
10. Meeting – 1:08
11. Offer – 5:32
12. Commitment – 4:35
13. Fire – 2:03
14. Sharing – 1:23
15. Rising – 1:45
16. Chisso Gate – 4:23
17. Arson Man – 2:26
18. Suicide – 1:47
19. Mother and Child – 2:29
20. Coda – 5:47
21. Icon – 2:16
22. One Single Voice (zpíváno Katherine Jenkins) – 3:57

## Přijetí a kritika
Na serveru Rotten Tomatoes má film na základě 74 recenzí 78% hodnocení s průměrnou známkou 7,3/10.
Jane Fredburyová z The Canberra Times uvedla, že „navzdory svému nadprůměrnému hvězdnému profilu dokáže být Depp jako válkou zocelený fotoreportér odhodlaný odhalit korporátní zločin přesvědčivý a neodvádí pozornost od témat“, a nakonec filmu udělila čtyři hvězdičky z pěti. Peter Debruge z Variety ohodnotil Minamatu kladně, označil ji za „působivou, i když poněkud méně než vybroušenou“ a zmínil, že „Depp hraje po celou dobu nevrle a dominuje svému okolí“. Peter Bradshaw z deníku The Guardian uvedl, že „Minamata je přímočarý, upřímný film, staromódní 'issue picture' s hodnotným příběhem o tom, jak se komunity mohou postavit přebujelým korporacím a jak jim mohou pomoci novináři, kteří se věnují pravdivému zpravodajství“, a udělil filmu tři hvězdičky z pěti. Collider uvedl, že Minamata je „dobře rozjetá, krásně natočená a má přitažlivou klasickou atmosféru, ale stále jí chybí ta jiskra, která by ji poháněla od informativnosti k všeříkajícímu pojetí“, přičemž uvedl, že Deppovi se „daří úspěšně zprostředkovat složitost Eugenova současného rozpoložení v hlavě a to, jak tento úkol odkrývá jeho rané odhodlání.“ Sydney Morning Herald udělil filmu čtyři hvězdičky z pěti s tím, že Deppův výkon „je plný půvabu a odvahy“.
Deník The New York Times uvedl, že „Minamatě často škodí její hlavní hrdina, jehož hulvátské chování je v rozporu s japonskou kulturou a odvádí pozornost od hlavního poselství“. 
Martin Šrajer ze serveru Aktuálně.cz uvedl, že film „nejapně sugeruje, že nebýt bílého spasitele, Japonci by si nevěděli rady.“